# Communauté de communes du Perche rémalardais
La communauté de communes du Perche rémalardais est une ancienne communauté de communes française du Perche, située dans le département de l'Orne et la région Normandie.

## Histoire
La commune de Condeau a intégré le 1er janvier 2013 la communauté de communes du Perche rémalardais.
Le 1er janvier 2016, les communes de Boissy-Maugis et Maison-Maugis, appartenant à la communauté de communes du Perche rémalardais, forment avec deux communes de la communauté de communes du Perche Sud, Courcerault et Saint-Maurice-sur-Huisne, la commune nouvelle de Cour-Maugis sur Huisne. Le conseil municipal étant tenu de choisir entre les deux intercommunalités, il opte pour la communauté de communes du Perche rémalardais.
Par arrêté du 6 octobre 2016., la communauté de communes fusionne au 1er janvier avec la communauté de communes du Perche Sud pour former la communauté de communes Cœur du Perche.

## Composition
La communauté regroupait lors de sa création les douze communes de l'ancien canton de Rémalard. À la suite de la création de trois communes nouvelles (dont l'une formée de communes de deux communautés de communes), elle est, au jour de sa dissolution le 31 décembre 2016, formée de sept communes :
| Nom                        | Code Insee | Gentilé          | Superficie (km2) | Population (dernière pop. légale) | Densité (hab./km2) |
| -------------------------- | ---------- | ---------------- | ---------------- | --------------------------------- | ------------------ |
| Rémalard en Perche (siège) | 61345      |                  | 50,68            | 1 994 (2014)                      | 39                 |
| Bretoncelles               | 61061      | Bretoncellois    | 40,21            | 1 453 (2014)                      | 36                 |
| Cour-Maugis sur Huisne     | 61050      |                  | 47,28            | 634 (2014)                        | 13                 |
| La Madeleine-Bouvet        | 61241      | Magdalénois      | 12,92            | 404 (2014)                        | 31                 |
| Moutiers-au-Perche         | 61300      | Monastériens     | 33,61            | 436 (2014)                        | 13                 |
| Sablons sur Huisne         | 61116      |                  | 52,36            | 2 175 (2014)                      | 42                 |
| Saint-Germain-des-Grois    | 61395      | Germanogroisiens | 10,38            | 232 (2014)                        | 22                 |

### Administration
| Période                                  | Période       | Identité              | Étiquette | Qualité                                                |
| ---------------------------------------- | ------------- | --------------------- | --------- | ------------------------------------------------------ |
| janvier 1997                             | avril 2001    | Éric Poisot           |           | Élu de Moutiers-au-Perche                              |
| avril 2001                               | janvier 2013  | Jean Maignan          | DVD       | Maire de Rémalard                                      |
| janvier 2013                             | avril 2016    | Jean-Pierre Gérondeau | UMP       | Notaire, conseiller général, maire de Condé-sur-Huisne |
| juillet 2016                             | décembre 2016 | Daniel Chevée         |           | Retraité, conseiller municipal de Bretoncelles         |
| Les données manquantes sont à compléter. |               |                       |           |                                                        |